# Mike Weir (Politiker)
Michael "Mike" Fraser Weir (* 24. März 1957 in Arbroath) ist ein schottischer Politiker der Scottish National Party. Er war von 2001 bis 2017 Abgeordneter im House of Commons.

## Leben
Geboren in Arbroath, erhielt Weir seine schulische Ausbildung an der dortigen Arbroath High School. Hieran schloss sich ein Studium der Rechtswissenschaft an der University of Aberdeen an. Dieses schloss er 1979 mit dem Bachelor of Laws ab. Nach seinem Studium absolvierte er in Montrose seine praktische Ausbildung und arbeitete dann als Solicitor in Kirkcaldy, bevor er sich in Brechin niederließ. Weir ist verheiratet und Vater von zwei Töchtern.

## Politischer Werdegang
Weir begann früh, sich politisch zu engagieren. So war er während seines Studiums Vorsitzender der Scottish Nationalist Association an der Aberdeen University. Zudem war er Mitglied des Vorstands der Young Scots for Independence, der Jugendorganisation der Scottish National Party. Zwischen 1984 und 1988 war Weir Mitglied des Angus District Council. Bei den Unterhauswahlen 2001 trat er im Wahlkreis Angus als Nachfolger seines Parteifreunds Andrew Welsh als Kandidat für den Sitz im Unterhaus an. Er setzte sich mit 35,3 % der abgegebenen Stimmen gegen den zweitplatzierten Kandidaten der Conservative Party, Marcus Ashley William Booth, durch. In der bis 2005 dauernden Legislaturperiode war Weir handels- und arbeitspolitischer Sprecher seiner Partei und gehörte dem Ausschuss für Schottlandfragen an. Bei der Wahl 2005 wurde er mit 33,7 % wiedergewählt. In seiner zweiten Amtszeit war er unter anderem umweltpolitischer Sprecher seiner Partei. Zudem war er zwischen 2005 und 2009 Mitglied des Innovationsausschusses und von 2009 bis 2010 des Ausschusses für Energie und Klimawandel. Bei den Wahlen 2010 und 2015 hielt Weir sein Mandat für Angus. Mit einem Verlust des Stimmenanteils von 15,7 % unterlag Weir bei den Unterhauswahlen 2017 der Konservativen Kirstene Hair und schied aus dem Parlament aus.